# Monticle de Gokstad

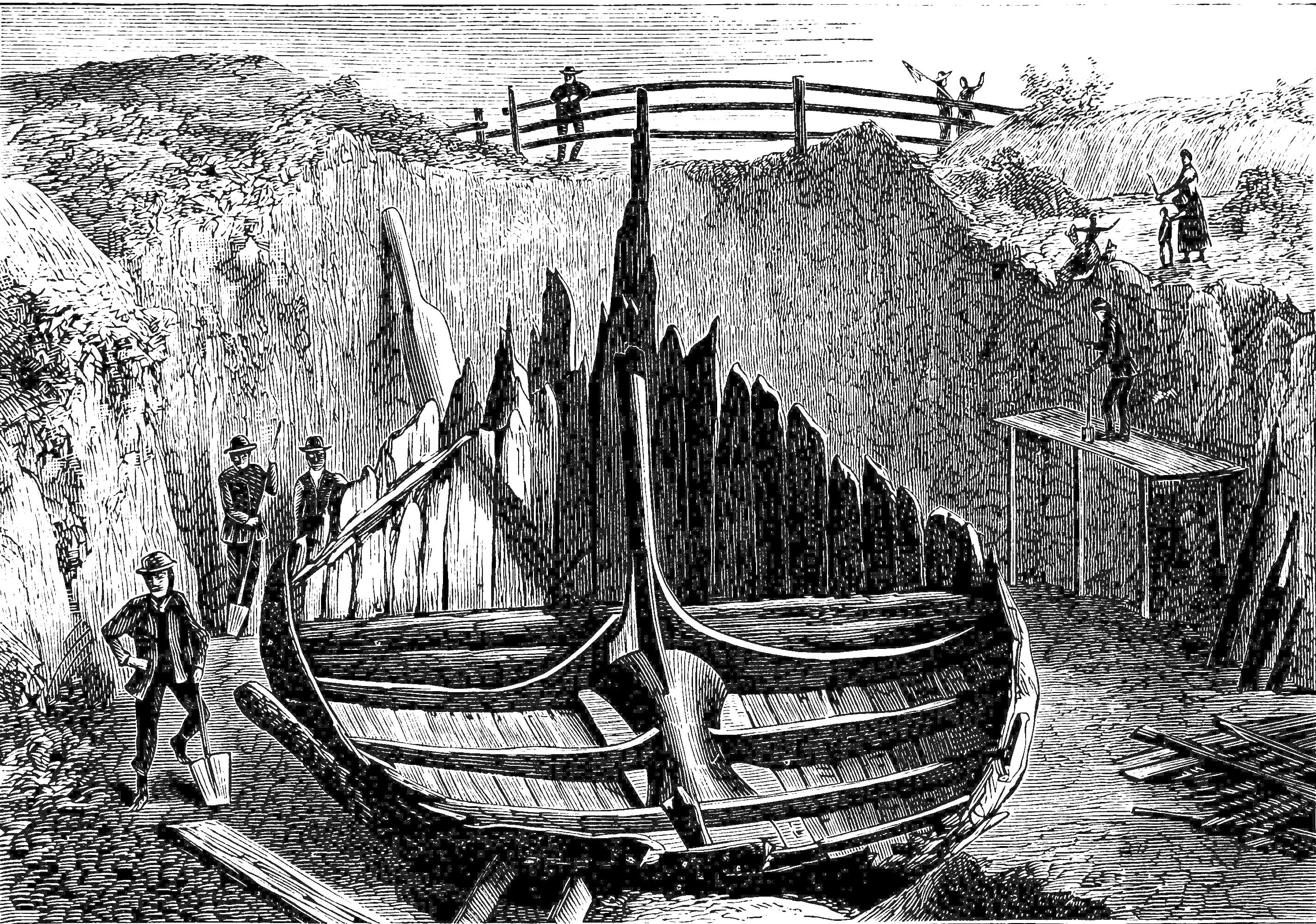
El vaixell escandinau trobat a Gokstad (Science Popular, Volum 19, p. 82. 1881)

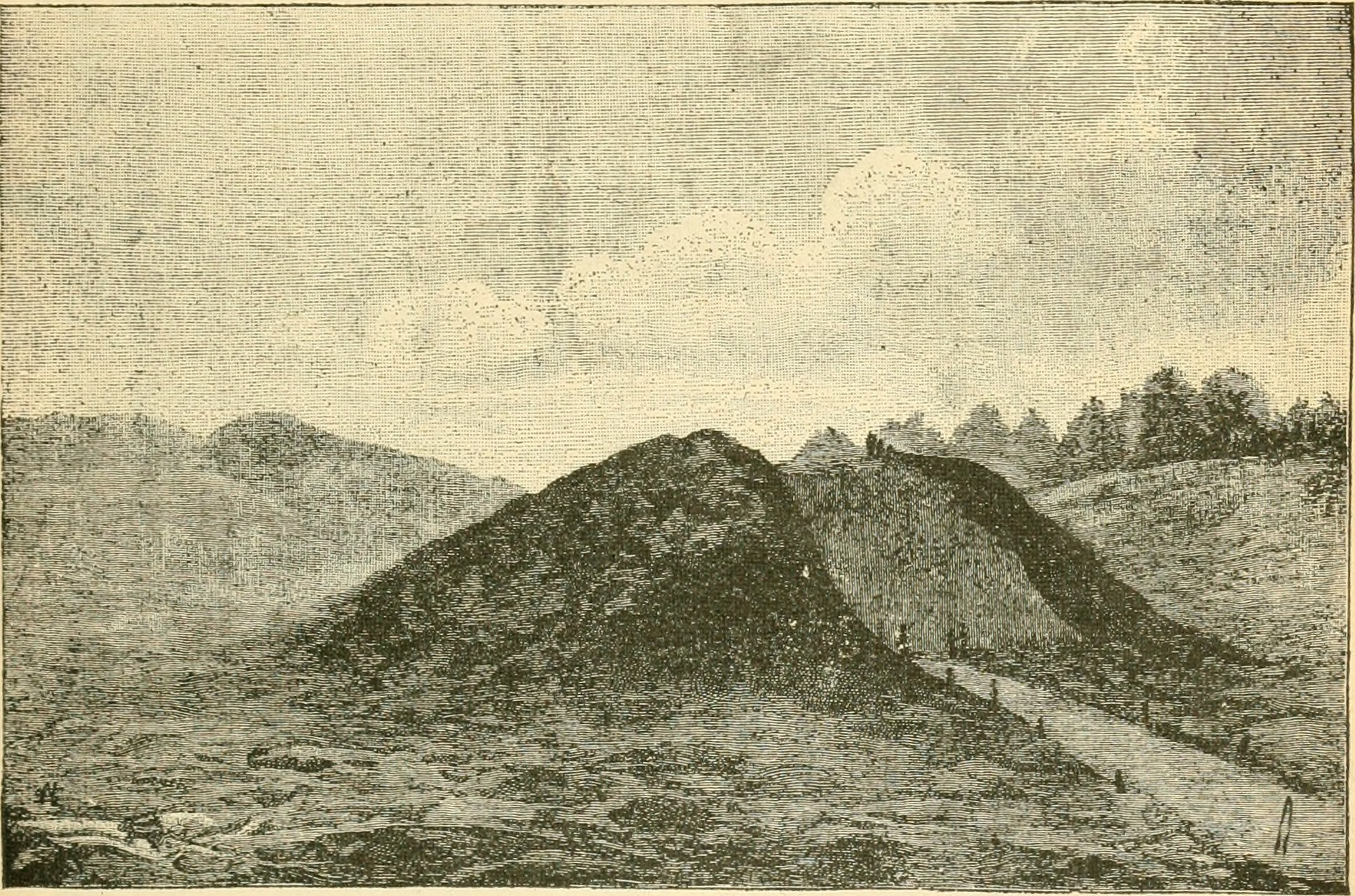
Monticle del Rei (informe anual de la Junta de Regents de l'Institut Smithsonià, 1891)

El Monticle de Gokstad (en noruec: Gokstadhaugen) és un gran monument funerari que es troba a la Granja Gokstad de Sandefjord (abans municipi de Sandar) a la província de Vestfold, de Noruega. És conegut també com el Monticle del Rei (Kongshaugen) i s'hi va trobar el vaixell de Gokstad del segle ix.

## Història
El monticle va ser excavat per Nicolay Nicolaysen al 1880. El vaixell de Gokstad fou construït al voltant de l'any 890 i col·locat en el monticle deu anys més tard. És fet sobretot de roure; té una llargada de 23,8 m i una amplada de 5,2 m. Té 16 parells de rems i devia superar els dotze nusos. El vaixell de Gokstad és ara al Museu de Vaixells Vikings d'Oslo.
Se sospitava que, soterrat amb el vaixell, hi havia el rei Olaf Geirstad-Alf, germanastre de Halfdan el Negre. Els descobriments darrers, però, n'han augmentat la incertesa; per tant, es desconeix en realitat qui és la persona trobada al monticle.
Gokstadhaugen s'ha considerat una de les millors troballes arqueològiques de Noruega. El govern noruec demanà a la UNESCO, al gener del 2014, declarar el Monticle de Gokstad Patrimoni de la Humanitat.

## Excavació
Les mesures del monticle, al 1880, eren de 50 metres de diàmetre, i una altura de 5 metres. El nivell de la mar era significativament més alt durant l'època vikinga, quan l'oceà era quasi 4 metres més alt que hui. Per tant, es calcula que el vaixell fou soterrat a prop de la mar.
Els artefactes trobats a la fossa eren un tauler de joc amb comptadors de banya, hams, arnesos (fets de plom, ferro i bronze daurat), 64 escuts, estris de cuina, sis llits, un trineu, i tres barques més petites. També hi havia a la tomba dos paons, dos astors, vuit gossos i dotze cavalls.
Els arqueòlegs van descobrir que la cambra de l'enterrament estava coberta amb capes d'escorça de bedoll i restes de seda entrellaçada amb fils d'or enganxats al sostre: són possiblement les restes d'un luxós tapís teixit que decorava les parets.
L'anàlisi dendrocronològic indica que el Vaixell de Gokstad, el van construir amb troncs tallats al voltant de l'any 890. La cambra funerària està datada d'entre el 895 i el 903.
Sembla que el cos trobat tenia una alçada d'entre 181 i 183 cm, i va ser assassinat quan tenia uns 40 anys durant una batalla.
Van descobrir el vaixell al 1879, i l'excavació la va dirigir Nicolay Nicolaysen entre abril i juny del 1880. El monticle es va tancar i les restes del guerrer es tornaren al lloc el 16 de juny del 1928. Les restes es col·locaren en un sarcòfag, i es va reobrir el monticle el 29 de juliol del 1929. El sarcòfag el van traure de la tomba uns arqueòlegs el 2007, i ara es troba en la Universitat d'Oslo.